# Большой поморник

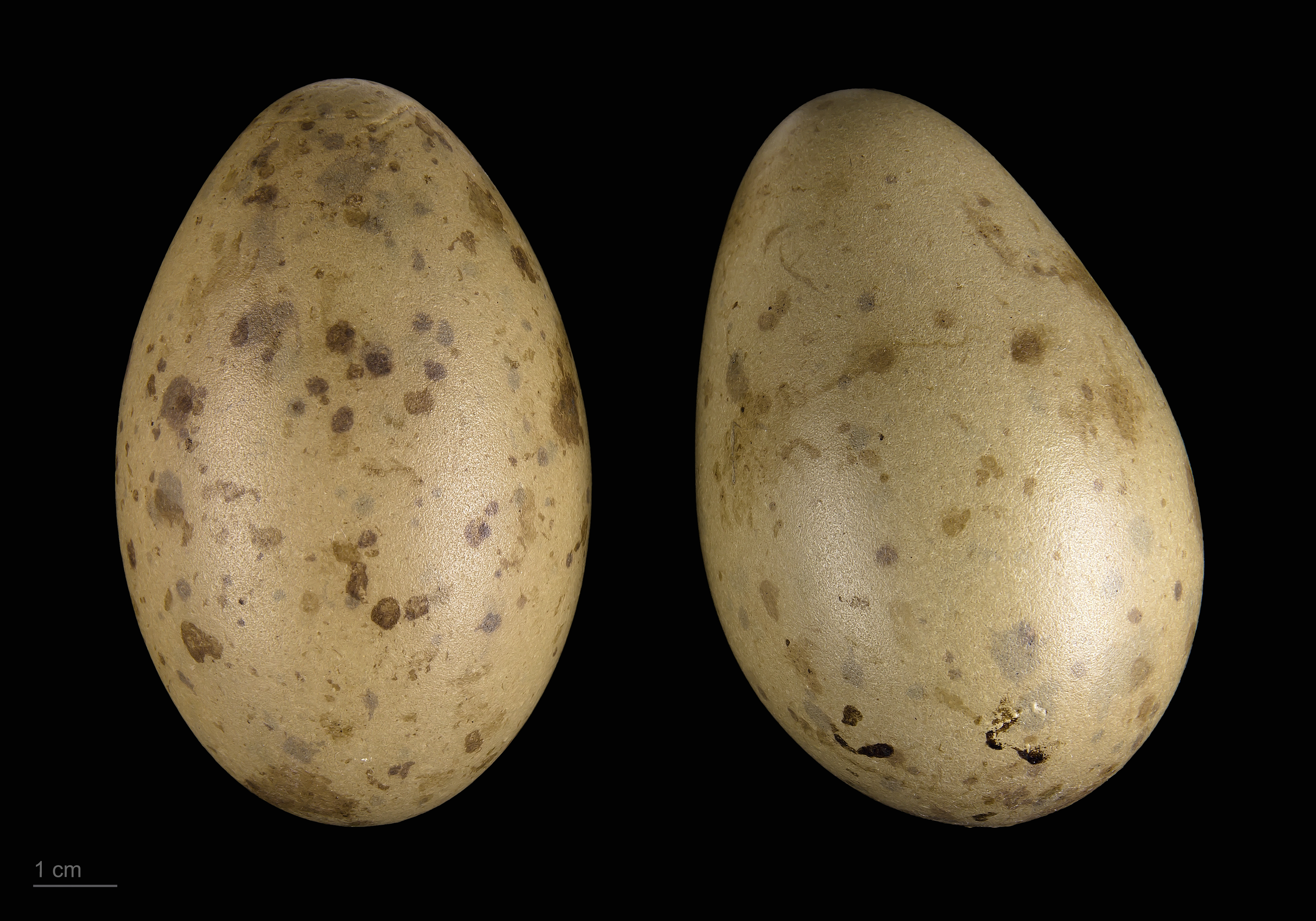
яйцо Stercorarius skua - Тулузский музей

Большо́й помо́рник (лат. Stercorarius skua) — морская птица из семейства поморниковых (Stercorariidae).

## Описание
Большой поморник достигает длины 50—58 см и массы от 1,1 до 1,7 кг; размах крыльев — от 125 до 140 см. У взрослых больших поморников серое оперение с красными полосами и чёрной шапочкой. Хвост чёрно-бурый с двумя длинными перьями посередине. Клюв и лапы окрашены в чёрный цвет. Генетические исследования выявили поразительную схожесть генов большого поморника с короткохвостым поморником (Stercorarius parasiticus).

## Ареал
Ареалы гнездования большого поморника расположены в Исландии, Норвегии, на островах Шотландии и Фарерских островах.

## Питание
Их пища состоит главным образом из рыбы, которую они отнимают у других морских птиц. Помимо этого, они охотятся на малых птиц. На крупных птиц, таких как северная олуша, они нападают, вонзая свои когти в их крылья. Раненые соперники падают в море и подвергаются дальнейшим нападениям, пока не отпустят свою добычу.

## Охрана
В Шотландии организованы заказники, в которых большой поморник включён в список охраняемых видов:
- Остров Носс, 410 пар, 3,0 % мировой популяции (1997 год).[3].
- Остров Фула, 2 170 пар, 16 % мировой популяции (1992 год)[4].